# Ватиканское бюро по военнопленным
Ватиканское информационное бюро по военнопленным (итал. L’Ufficio informazioni Vaticano per i prigionieri di guerra) — папский комитет помощи военнопленным, действовал в секции Общих вопросов (итал. Sezione Affari Ordinari) при Государственном секретариате Ватикана, действовало с 1939 по 1947 год.

## История
Образован в 1939 году в связи с началом гитлеровского вторжения в Польшу, для руководства был привлечён русский епископ Александр Евреинов, когда в Государственный Секретариат начали поступать обращения по поводу беженцев и пленных. 

Используя опыт предыдущей работы во время Первой мировой войны 1914—1918 гг., возглавляемая епископом Александром организация смогла организовать более эффективную помощь по быстрому розыску пропавших военных и гражданских лиц. Епископу Александру Евреинову в качестве секретаря (segretario dell’Ufficio) помогал итальянский священник Эмилио Росси (don Emilio Rossi). Бюро находилось в непосредственном контакте с папскими представителями за границей, послами, делегатами, викариями, которые в их местонахождениях организовали подобные офисы, занятые сбором соответствующей информации и сообщали сведения в Ватикан. В работе использовался бланк единой формы, снабжённый титулом папского представительства, разосланный Святым Престолом, и ежедневно, благодаря курьерской службе, происходил обмен сведениями. Кроме того, в течение периодических пастырских посещений концентрационных лагерей и госпиталей, вызванных необходимостью заботы о религиозных нуждах, католические священнослужители не только приносили нуждающимся духовную поддержку, но также служили почтальонами и распределяли материальные субсидии, доставляли книги, лекарства, продовольственные пакеты, одежду, табак, музыкальные инструменты, средства гигиены и так далее. Нередко местные власти и национальные правительства чинили препятствия этой работе, существенные изменения в деятельности Бюро произошли в связи с немецким вторжением в Голландию, Бельгию и Францию и последующим вступлением в войну Италии.
В связи с увеличением обращений штат сотрудников Бюро с двух человек возрос до шестнадцати.
С 20 июня 1940 года к работе и оповещению было привлечено Радио Ватикана, благодаря чему информация, передаваемая в эфире, достигала всех стран, вовлечённых во Вторую мировую войну.
В начале 1941 года с расширением театра военных действий ежедневные обращения в Бюро увеличились до 2 тысяч, и персонал возрос до сотни атташе.
С сентября 1942 года до декабря 1945 года для большей эффективности гуманитарной информационной работы при Бюро выходил печатный ежемесячный журнал «Ecclesia» («Церковь»).
В 1943 году количество ежедневных обращений достигло кульминации и исчислялось десятками тысяч, что вызывало существенный рост персонала, который достиг 600 человек.
К 1944 году число еженедельных передач возросло до 63 с количеством сообщений о разыскиваемых людях до 27 000 человек в месяц.
Каждую неделю заместитель Государственного секретаря Джованни Баттиста Монтини (итал. Giovanni Battista Montini), будущий папа Павел VI, проводил совещание с привлечением различных ответственных руководителей с целью координации и эффективности работы.
После закрытия Бюро 31 октября 1947 года Александр Евреинов был назначен руководителем Отделом иностранной прессы при Государственном секретариате Ватикана.

## Еврейский вопрос
Среди различных функций немецкой секции Бюро была выделена забота о еврейских гражданах, проживавших на территориях, контролировавшихся Германией.
Вопросы, касавшиеся жизни евреев на территории Словакии и Хорватии, были выделены в ведение священника Антона Вебера (итал. Anton Weber) при офисе Святого Рафаэля (итал. l’Opera di San Raffaele), размещённом при храме Паллотинов.

## Архив
Архив Информационного бюро Ватикана для военнопленных (1939—1947) доступен для исследователей в составе Секретного архива Ватикана.